# Bitva u Míšně
Bitva u Míšně byla střetem mezi českým vojskem Boleslava I. a vojskem Sasů a Durynků. Šlo o bitvu česko-saských válek.

## Nástin událostí
V roce 935 byl zavražděný český kníže Václav svým bratrem Boleslavem. Boleslav se poté stal českým knížetem a odmítl odvádět tribut (poplatek) východofranskému králi. Tím začala čtrnáct let trvající válka s Otou Velikým.
Boleslav se brzy od svých sousedů dozvěděl, že Durynkové a Sasové poslali na požadavek sousedního podkrále proti Čechům dvě armády, saskou a durynskou. Kníže nečekal a rozdělil svou armádu na dvě části. Ty poslal proti nepříteli, aby ho porazili ještě než dosáhnou českých hranic.
První část vojska porazila Durynky, ale druhá část byla Sasy poražena. Sasové se po svém úspěchu věnovali rabování a shánění jídla. To se jim stalo osudným. Když na místo dorazila druhá část českého vojska, byli nepřipraveni a podle kronik pobiti do posledního.
Po vítězství u Míšně Boleslav dobyl hrad sousedního podkrále a srovnal ho se zemí. Podle některých historiků je bitva u Míšně shodná s příběhem o Lucké válce.